# Zhang Yiwei
Zhang Yiwei (3 oktober 1992) is een Chinese snowboarder.

## Carrière
Bij zijn wereldbekerdebuut, in augustus 2009 in Cardrona, scoorde Zhang zijn eerste wereldbekerpunten. In januari 2010 behaalde hij in Calgary zijn eerste toptienklassering. Tijdens de wereldkampioenschappen snowboarden 2011 in La Molina eindigde Zhang als negenendertigste op het onderdeel halfpipe. Enkele weken na de wereldkampioenschappen stond de Chinees voor de eerste keer in zijn carrière op het podium van een wereldbekerwedstrijd.

## Resultaten

### Olympische Winterspelen
| Jaar | Plaats | Resultaten  |
| ---- | ------ | ----------- |
| 2014 | Sotsji | 6e Halfpipe |

### Wereldkampioenschappen
| Jaar | Plaats    | Resultaten   |
| ---- | --------- | ------------ |
| 2011 | La Molina | 39e Halfpipe |

### Wereldbeker

#### Eindklasseringen
| Seizoen   | Algm | HP  |
| --------- | ---- | --- |
| 2009/2010 | 120e | 37e |
| 2010/2011 | 11e  | 4e  |
| 2011/2012 | 15e  | 9e  |